# Мареново
Маре́ново — поселение в Сербии в общине Варварин в Расинском округе. По данным переписи 2002 года. здесь проживало 453 жителя (по данным переписи 1991 года - 535 жителей).

## Население
В Мареново проживают 374 совершеннолетних жителя, средний возраст составляет 44,1 года (43,2 у мужчин и 45,0 у женщин). Мареново заселено, в основном, сербами (из переписи населения 2002 года), а последние 3 переписи показали уменьшение населения.
| График изменения численности населения в течение 20 века \| \| |
|                                                                |